# The Ace Cats
The Ace Cats war eine deutsche Rockabilly-Gruppe, die 1980 als Alley Cats gegründet wurde.

## Bandgeschichte
Die Gründungsmitglieder Markus Fräger und dessen Bruder Luitger kannten Thomas Szalaga seit 1977. Alle drei spielten zu diesem Zeitpunkt in verschiedenen Gruppen. 1980 gründeten sie ihre Gruppe Alley Cats, benannten sie jedoch wegen Namensgleichheit mit einer US-amerikanischen Punkformation zur Vermeidung eines Rechtsstreites 1982 in The Ace Cats um.
Mit den Geschwistern Christian und Tina Schudde sowie Petra Humfeld (vorher kurzzeitig Anne Fräger) komplettierte sich die Formation und produzierte 1982 mit Götz Alsmann am Klavier ihre erste LP Cat Talk, die mehrheitlich im Rockabilly-Stil vorgetragene Coverversionen bekannter Songs beinhaltete. Mit diesem Album landete die Formation einen ersten Achtungserfolg. 1983 trat die Band als Vorgruppe zu Fats Domino und Shakin’ Stevens auf.
Im Zuge der Neuen Deutschen Welle änderte die Gruppe ihr Konzept hin zu deutschsprachigen Texten. Die Idee ging auf, und mit ihrer bei CBS erschienenen Single Linda standen sie 1984 auf der Höhe ihres Erfolges. Es blieb ihre einzige Chartplatzierung, jedoch wurden weitere Titel wie Gina und Rockabella in Folge durch den Rundfunk bekannt.
1986 trennte sich die Gruppe, ein Comebackversuch 1988 mit Ted Shansky als Sänger scheiterte. Das Comeback gelang 1996, neu zur Gruppe kamen der Sänger Jürgen Weber, Thorsten Birkenfeld als Gitarrist und Kaspar Bierkämper am Bass. Von den ursprünglichen Ace Cats blieben Tina und Thomas Szalaga sowie Petra und Christian Schudde. Nach zwei Single-Veröffentlichungen löste sich die Gruppe 1997 erneut auf.
Gründungsmitglied Luitger Fräger starb 2005 bei einem Autounfall. Thomas Szalaga starb 2012 nach langer schwerer Krankheit. Tina Szalaga erlag 2019 einem Krebsleiden. Markus Fräger starb 2020 ebenfalls an Krebs.

## Diskografie

### Alben
- 1982: Cat Talk
- 1984: Katzen tanzen durch die Nacht
- 1985: Stundenlang im Fieber
- 2004: Best of

### Singles
- 1983: Heut Nacht / Ich will Rock'n Roll
- 1984: Linda / Es geht ab
- 1984: Rockabella / Stadtpark
- 1985: Du liebst mich / Lass den Vorhang zu
- 1985: Gina / Nur einmal
- 1986: Du nur du / Vielleicht
- 1988: Süße Siebzehn / Haut an Haut
- 1989: Sheila / Move a Little Bit Closer
- 1996: Immer wieder solo / Keiner liebt mich / Einfach zuviel
- 1997: Lady Di / Herz beißt Haifisch